# 2014년 이스트할렘 가스 폭발

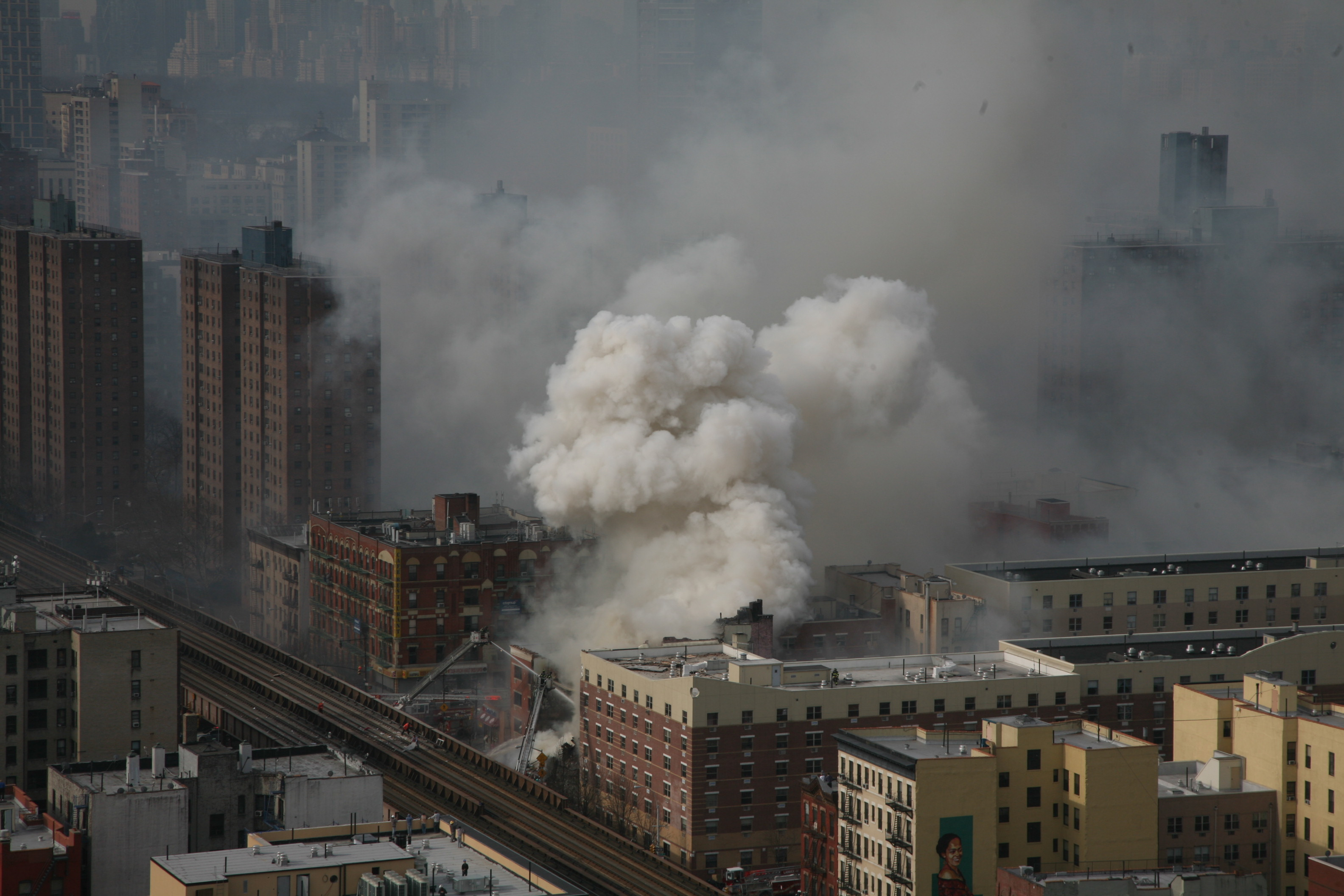

이스트할렘 아파트 붕괴 사고는 2014년 3월 12일 오전 9시 30분경 뉴욕 이스트할렘의 한 아파트가 붕괴된 사고이다. 8명이 사망하고 적어도 70명 이상의 부상자를 발생시켰다.